# Liste der Biografien/Burw
Liste der Biografien |
Portal Biografien |
Personensuche
# |
A |
B |
C |
D |
E |
F |
G |
H |
I |
J |
K |
L |
M |
N |
O |
P |
Q |
R |
S |
T |
U |
V |
W |
X |
Y |
Z |
?
 
Ba |
Be |
Bd |
Bg |
Bh |
Bi |
Bj |
Bl |
Bm |
Bn |
Bo |
Br |
Bs |
Bu |
Bw |
By |
Bz
 
Bua |
Bub |
Buc |
Bud |
Bue |
Buf |
Bug |
Buh |
Bui |
Buj |
Buk |
Bul |
Bum |
Bun |
Buo |
Buq |
Bur |
Bus |
But–Buz
 
Bura |
Burb |
Burc |
Burd |
Bure |
Burf |
Burg |
Burh |
Buri |
Burj |
Burk |
Burl |
Burm |
Burn |
Buro |
Burp |
Burq |
Burr |
Burs |
Burt |
Buru |
Burv |
Burw |
Burx |
Bury |
Burz
Die Liste der Biografien führt alle Personen auf, die in der deutschsprachigen Wikipedia einen Artikel haben. Dieses ist eine Teilliste mit 8 Einträgen von Personen, deren Namen mit den Buchstaben „Burw“ beginnt.

## Burw

### Burwe
- Burwell, Carter (* 1954), US-amerikanischer Schauspieler, Musiker, Dirigent und Orchestrator
- Burwell, Lois (* 1960), britische Maskenbildnerin
- Burwell, Sylvia Mathews (* 1965), US-amerikanische Politikerin, 22. Gesundheitsministerin der Vereinigten Staaten
- Burwell, William A. (1780–1821), amerikanischer Politiker

### Burwi
- Burwieck, Karl-Heinz (1943–2024), deutscher Fußballspieler und -trainer
- Burwitz, Gudrun (1929–2018), deutsche Tochter von Heinrich Himmler und dessen Frau Margarete
- Burwitz, Max (1896–1974), Oberbürgermeister der Stadt Greifswald (1947–1949), Oberbürgermeister der Stadt Rostock (1949–1952)
- Burwitz, Nils (* 1940), deutscher Maler